# ADHD
ADHD (od ang. attention deficit hyperactivity disorder), zespół nadpobudliwości psychoruchowej z deficytem uwagi, zespół nadpobudliwości psychoruchowej z brakiem koncentracji uwagi, w klasyfikacji ICD-10 jako zaburzenia hiperkinetyczne – zespół neurorozwojowych zaburzeń psychicznych objawiający się znacznymi problemami z funkcjami wykonawczymi (np. kontrolą uwagi i kontrolą hamującą), powodujący niewspółmierne do wieku dotkniętej nimi osoby deficyty uwagi, hiperaktywność, nadpobudliwość ruchową lub impulsywność. Osoby dotknięte zaburzeniami z grupy ADHD często wykazują się:
- brakiem wytrwałości w realizacji zadań wymagających zaangażowania poznawczego,
- tendencją do przechodzenia od jednej aktywności do drugiej bez ukończenia żadnej z nich,
- zdezorganizowaną, słabo kontrolowaną, nadmierną aktywnością[8]. Odmianą ADHD jest ADD (ang. attention-deficit disorder, czyli zaburzenie objawiające się deficytem uwagi), gdzie nadpobudliwość nie występuje, zwłaszcza u dorosłych.

Dla poprawnej diagnozy symptomy muszą pojawić się na stosunkowo wczesnym etapie rozwoju człowieka, pomiędzy szóstym i dwunastym rokiem życia, i utrzymywać się przynajmniej przez pół roku. U osób w wieku szkolnym zaburzenia koncentracji uwagi związane z ADHD mogą prowadzić do obniżonych wyników w nauce.
Choć jest to jedno z najczęściej badanych i diagnozowanych zaburzeń psychiatrycznych u dzieci i młodzieży, jego przyczyna w większości wypadków nie jest znana. Światowa Organizacja Zdrowia ocenia, że w 2013 na całym świecie około 39 milionów osób było dotkniętych ADHD. Przy stosowaniu kryteriów DSM-IV zaburzenia związane z ADHD diagnozuje się u ok. 6–7% dzieci, z kolei przy stosowaniu kryteriów ICD-10 odsetek ten wynosi 1–2%. Podobne wyniki notowane są niezależnie od regionu świata, rasy i kultury, i zależą głównie od przyjętych sposobów diagnozy. ADHD diagnozowane jest około 2 razy częściej u chłopców niż u dziewcząt i około 1.6 razy częściej u mężczyzn niż u kobiet. Symptomy diagnostyczne zostały stworzone na podstawie symptomów u chłopców co doprowadziło do tego, że dziewczynki często są niezdiagnozowane bądź diagnozowane później w życiu. Termin ADHD obejmuje zarówno ADHD z zaburzeniami hiperaktywnymi, jak i bez nich u dorosłych i dzieci . Od 30 do 50% osób, u których zaburzenia ze spektrum ADHD wykryto w dzieciństwie, przejawia niektóre lub wszystkie cechy zespołu także w dorosłości, co oznacza, że pojawiają się one u 2 do 5% całej dorosłej populacji. Zaburzenia te często trudno jest odróżnić od wielu innych schorzeń, a także od wysokiej aktywności mieszczącej się jednak w normie rozwojowej.
Strategie postępowania w leczeniu ADHD różnią się w zależności od kraju, jednak zazwyczaj obejmują połączenie psychoterapii, zmiany stylu życia i terapii farmakologicznej. Przykładowo zalecenia brytyjskie doradzają leczenie farmakologiczne jako pierwszy etap terapii u dzieci z ciężkimi objawami, oraz u dzieci z umiarkowanymi objawami, u których psychoterapia nie przynosi spodziewanych efektów. W Kanadzie i Stanach Zjednoczonych zaleca się połączenie leków i terapii behawioralnej u wszystkich pacjentów z wyjątkiem osób w wieku przedszkolnym. Oba zestawy zaleceń odradzają stosowanie terapii stymulacyjnej u najmłodszych. Przynosi ona efekty, jednak nie ma pewności co do jej długofalowej skuteczności. Wraz z dorastaniem i wchodzeniem w dorosłość wielu pacjentów nabywa umiejętności radzenia sobie z przypadłościami, dzięki którym są w stanie zniwelować częściowo lub w całości ograniczenia wynikające z ADHD.
Wokół ADHD, jego diagnozy i metod leczenia od lat 70. XX wieku narosło wiele nieporozumień, teorii spiskowych i kontrowersji. Dotyczą one w szczególności przyczyn zaburzeń oraz skuteczności stymulacji farmakologicznej w leczeniu ich symptomów . Większość służb zdrowia uznaje ADHD za realne zaburzenie zdrowia, naukowcy spierają się głównie o sposoby diagnozy i leczenia. Przed 1987 w literaturze anglosaskiej używano nazwy ADD (ang. attention-deficit disorder).

## Klasyfikacja
Zgodnie z obowiązującymi również w Polsce międzynarodowymi klasyfikacjami zaburzeń zdrowia, na przykład DSM–III R, nadpobudliwość psychoruchowa u dzieci zaliczana jest do grupy zaburzeń związanych z zachowaniami destrukcyjnymi. Według ICD–10 natomiast należy do zaburzeń zachowania i emocji rozpoczynających się zwykle w dzieciństwie i wieku młodzieńczym.

## Przyczyny

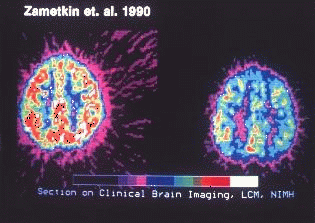
Skan PET metabolizmu glukozy w mózgu zdrowego dorosłego (po lewej) w porównaniu do dorosłego z ADHD (po prawej)

Nie są znane dokładne przyczyny większości przypadków ADHD. Zidentyfikowano jednak szereg czynników, które mogą przyczynić się do lub nasilać ADHD, w szczególności genetycznych i środowiskowych. W niektórych wypadkach pojawienie się objawów ze spektrum ADHD powiązane jest z wcześniejszymi uszkodzeniami centralnego układu nerwowego, w szczególności urazami lub infekcjami mózgu, a także niedotlenieniem lub asfiksją okołoporodową.

### Genetyczne
Badania bliźniąt wskazują, że zaburzenia ze spektrum ADHD często dziedziczy się po rodzicach, a genetyka determinuje około 75% przypadków Rodzeństwo bliźniacze dzieci u których zdiagnozowano objawy zespołu jest trzy lub nawet czterokrotnie bardziej narażone na wystąpienie objawów, niż dzieci z grupy kontrolnej. Przypuszcza się także, że to czynniki genetyczne determinują ewentualne występowanie objawów ADHD w wieku dorosłym.
Na występowanie zaburzeń ze spektrum ADHD ma wpływ wiele różnych genów, z których wiele powiązanych jest z neurotransmisją dopaminy. Należą do nich geny DAT, DRD4, DRD5, TAAR1, MAOA, COMT, DBH. Z ADHD powiązane są także geny transportera serotoniny SERT, HTR1B, SNAP25, GRIN2A, ADRA2A, TPH2 i BDNF. Ocenia się, że jeden z częstszych wariantów genu LPHN3 jest odpowiedzialny za około 9% przypadków; osoby, u których ADHD spowodowane jest występowaniem tego genu lepiej reagują na terapię stymulantami.
Ponieważ ADHD występuje powszechnie, można przypuszczać, że niektóre związane z nim cechy mogły w toku selekcji naturalnej zyskiwać preferencję, przynajmniej na poziomie osobniczym, jako że mogły zwiększać szanse na przetrwanie jednostki. Przykładowo niektóre kobiety mogą preferować mężczyzn ze skłonnością do zachowań ryzykownych, co może wpływać na zwiększenie częstotliwości występowania genów odpowiedzialnych za ADHD w puli genowej. Jako że zaburzenia związane z zespołem występują częściej u dzieci matek ze skłonnością do strachu i podwyższonych poziomów stresu, niektórzy naukowcy uważają, że ADHD mogło się pojawić jako swoista adaptacja pomagająca dzieciom w radzeniu sobie w stresującym lub niebezpiecznym środowisku za pomocą zwiększonej aktywności, impulsywności i skłonności do zachowań eksploracyjnych.
Z perspektywy ewolucyjnej hiperaktywność mogła być przydatna w sytuacjach zagrożenia, współzawodnictwa czy radzenia sobie z niewiadomą (na przykład przy odkrywaniu nowych obszarów czy poszukiwaniu nowych źródeł pożywienia). W takich sytuacjach cechy ADHD mogły pozytywnie wpływać na dobrostan całej społeczności nawet jeśli były szkodliwe dla jednostki nimi dotkniętej. W niektórych sytuacjach także jednostce mogły oferować przewagi ewolucyjne, jak na przykład krótszy czas reakcji na pojawienie się drapieżnika czy podwyższone zdolności polowania na zwierzynę.

### Biologiczne
Zespół nadpobudliwości psychoruchowej jest zespołem zaburzeń, być może o podłożu genetycznym. W 2018 roku oceniono ADHD jako jedno z najlepiej przebadanych pod kątem genetyki zaburzeń; uwzględniono badania na członkach rodziny, na bliźniakach oraz badania epidemiologiczne oparte na analizie polimorfizmu pojedynczego nukleotydu (SNP). Nie ustalono jednak jednoznacznie genów odpowiedzialnych za występowanie ADHD. Powoduje powstawanie objawów z trzech grup impulsywności, nadruchliwości i zaburzeń koncentracji uwagi, spowodowany jest zaburzeniami równowagi pomiędzy układami dopaminowym a noradrenalinowym w ośrodkowym układzie nerwowym.
Objawy nadpobudliwości mogą również występować w wyniku:
- uszkodzenia centralnego układu nerwowego
- niedotlenienia w czasie porodu
- przy innych zespołach objawowych, na przykład u pacjentów z łamliwym chromosomem X.

### Korelacja z czynnikami biologicznymi i społecznymi
Zespół nadpobudliwości psychoruchowej ma podłoże biologiczne, to znaczy, że nie wynika on z błędów wychowawczych ani czynników psychogennych.
Niektóre objawy podobne do zespołu nadpobudliwości psychoruchowej mogą występować u dzieci wychowywanych bez systemów zasad i konsekwencji, ale także u dzieci maltretowanych fizycznie, psychicznie lub seksualnie.

## Objawy
Zaburzenie przybiera różne formy i występuje w różnych stopniach natężenia. U wielu osób, szczególnie dorosłych, objawy są maskowane przez inne problemy, jak depresja, alkoholizm, przez co samo ADHD może pozostać nierozpoznane .

### Według Virginii Douglas
Podczas badań nad nadruchliwością w latach 70. Virginia Douglas z Kanady sformułowała 4 cechy klinicznego obrazu ADHD:
- trudności w podtrzymaniu uwagi i wysiłku
- impulsywność
- problemy z kontrolą poziomu pobudzenia
- potrzeba bezpośredniego wzmocnienia.

### Sfera ruchowa
- wyraźny niepokój ruchowy w zakresie dużej i małej motoryki
- podrywanie się z miejsca
- bezcelowe chodzenie
- zwiększona szybkość i częsta zmienność ruchów (wrażenie ciągłego pośpiechu)
- przymusowe wymachiwanie rękami
- podskakiwanie
- wzmożone drobne ruchy kończyn (machanie nogami, głośne deptanie, poruszanie palcami rąk, ciągłe zajmowanie się rzeczami, które leżą w zasięgu rąk lub nóg, kiwanie się na krześle itp.)
- bieganie bez celu

### Sfera poznawcza
- trudności w skupieniu uwagi (uwaga chwiejna, wybitnie zależna od czynników afektywnych)
- brak wytrwałości w przypadku małego zainteresowania i niedostrzegania bezpośredniej korzyści z działania
- wzmożony odruch orientacyjny
- pochopność
- znaczna męczliwość w pracy intelektualnej i związana z tym nierównomierna wydajność
- pobieżność myślenia
- przerzucanie uwagi z obiektu na obiekt (udzielanie nieprawidłowych, nieprzemyślanych odpowiedzi na pytania lub nieprawidłowe rozwiązywanie zadań)
- w badaniach inteligencji niektórzy autorzy stwierdzają poziom „poniżej spodziewanego”, głównie w skalach wykonawczych
- trudności wizualno-motoryczne
- trudności syntetyzowania w myśleniu
- brak umiejętności planowania
- u wielu dzieci z zaburzeniami koncentracji uwagi występują pewnego rodzaju zaburzenia mowy lub języka, do których należą:
  - opóźnienie rozwoju mowy
  - kłopoty z artykulacją
  - problemy ze strukturą zdania
  - nieprawidłowe układanie dźwięków
  - niestaranne pismo
- trudności sprawia również pisemne wyrażanie myśli

### Sfera emocjonalna
- nieopanowane, nieraz bardzo silne reakcje emocjonalne
- wzmożona ekspresja uczuć
- zwiększona wrażliwość emocjonalna na bodźce otoczenia
- wybuchy złości
- impulsywność działania

### Często występujące cechy osobowości dziecka z zaburzeniami koncentracji uwagi
- działanie impulsywne
- chęć dominowania w grupie
- empatia
- ogromna wyobraźnia
- wysoki iloraz inteligencji
- niska samoocena
- okresowo występująca depresja
- niedojrzałe zachowanie
- zaburzenia snu:
  - wczesne budzenie się
  - trudności z zaśnięciem
  - niespokojny sen

- rozwój fizyczny:
  - wysoki poziom aktywności fizycznej
- rozwój społeczny:
  - opóźniony rozwój społeczny
  - trudności w nawiązywaniu kontaktów z rówieśnikami
  - popisywanie się przed rówieśnikami, dla zwrócenia na siebie uwagi

## ADHD a sen
Osoby z ADHD często wykazują znacznie dłuższy czas zasypiania, zmniejszoną wydajność snu i krótsze nocne okresy nieprzerwanego snu.
Część zaburzeń snu, takich jak zaburzenia oddychania podczas jego trwania, okresowe ruchy kończyn we śnie czy zespół opóźnionej fazy snu, uznaje się za ściśle związaną z ADHD.

## Diagnoza
Diagnoza różnicowa z zespołem Aspergera – nawet 35% osób może mieć problemy typowe dla zespołu Aspergera.

### We wczesnym dzieciństwie
Diagnoza ADHD we wczesnym dzieciństwie nie jest możliwa. Natomiast występuje kilka objawów sugerujących wystąpienie ADHD w następnych latach:
- ciągła aktywność ruchowa
- dziecko nie uczy się na własnych błędach
- opóźniony albo przyspieszony rozwój mowy
- problemy ze snem
- problemy z jedzeniem (wygląda na to, że dziecko nie ma czasu na jedzenie), łącznie z występowaniem wymiotów, lub słaby odruch ssania
- ataki kolki, które mogą wynikać z uczulenia, ale również mogą być wynikiem zaburzeń koncentracji uwagi
- dzieci nadpobudliwe nie lubią (według opinii wielu rodziców), gdy się je przytula (to jest związane ze współwystępującą nadwrażliwością dotykową, ale nie z ADHD)

### W wieku szkolnym
- trudność w dostosowaniu się do wymagań szkolnych (zajęcia w pozycji siedzącej)
- trudność w utrzymaniu uwagi przez całą lekcję, „bujanie w obłokach”
- nadmierna gadatliwość i impulsywność
- brak samokontroli i refleksji na temat własnego zachowania
- trudności z koncentracją uwagi (słucha nieuważnie, rozprasza się, nie pamięta co miało zrobić, robi wrażenie mało spostrzegawczego)
- zaburzone relacje z rówieśnikami (stara się przejmować inicjatywę w zabawie, nie umie przegrywać, często w sposób niezamierzony zadaje krzywdę innym dzieciom, jest krzykliwe, napastliwe, nie umie czekać na swoją kolej)
- trudności z uwewnętrznieniem swoich zachowań i wypowiedzi (nazywają głośno to, co robią, co dezorganizuje prace na lekcji)
- brak kontroli emocji, motywacji i stanu pobudzenia (co utrudnia funkcjonowanie w grupie, a czasem wręcz uniemożliwia realizację celów)

### U dorosłych

#### Kryteria z Utah dla ADHD u dorosłych[59]
- Historia ADHD w dzieciństwie, z występowaniem zarówno deficytu uwagi, jak i nadpobudliwości motorycznej, wraz z co najmniej jednym z następujących objawów: nieprawidłowe zachowanie w szkole, impulsywność, emocjonalna nadpobudliwość i wybuchy gniewu.
- Utrzymujące się w wieku dorosłym problemy z uwagą i nadpobudliwością ruchową łącznie z dwoma z następujących pięciu objawów: chwiejność emocjonalna, wybuchowy temperament, niska odporność na stres, brak zorganizowania i impulsywność.

## ADHD u osób dorosłych
Objawy ADHD słabną z upływem czasu. Mimo tego, według badaczy, od 30 do 50% dzieci ze zdiagnozowanym ADHD ma co najmniej niektóre jego symptomy (lub też wszystkie) także w życiu dorosłym. Osoby pełnoletnie z ADHD bez odpowiedniego leczenia zazwyczaj prowadzą chaotyczny tryb życia, łatwo uzależniają się od środków farmakologicznych i alkoholu. Często współwystępują także takie zaburzenia, jak depresja, zaburzenia lękowe, zaburzenia afektywne dwubiegunowe, uzależnienia, bądź niezdolność do nauki. Ważne jest jak najwcześniejsze podjęcie stosownego leczenia by nie dopuścić do rozwoju powikłań .
Cechy dorosłego człowieka z ADHD mogą objawiać się w następujących zachowaniach:
- częste przerywanie wypowiedzi innych,
- niedostatecznie rozwinięta pamięć robocza (krótkotrwała),
- niecierpliwość,
- gwałtowne zmiany emocjonalne,
- zapominanie ustalonych terminów,
- intensywne, lecz często nietrwałe relacje z innymi.

U dorosłych z ADHD występują zaburzenia uwagi – jest to trudność skoncentrowania się na konkretnym zadaniu. Dotyczy zarówno skierowania uwagi, jak i jego utrzymania (przykładowo rozpoczęcia słuchania i kontynuowania tej czynności).
Brak dostatecznie wykształconej uwagi powoduje skupienie się na przypadkowym bodźcu (najwyraźniejszym, najbliższym lub nowym). Dorosły nie jest się w stanie skoncentrować na jednym źródle bodźców, przeskakując na bezproduktywne czynności. Jednakże potrafi się odnaleźć w sytuacjach nowych i trudnych, pod warunkiem że nie wymaga się od nich długich i monotonnych zadań.
Mogą objawiać się przez:
- słabo wykształconą zdolność do samoobserwacji, tworzenia celu i planu życiowego
- problemy ze współpracą, chęć robienia wszystkiego po swojemu
- niedostrzeganie szczegółów, częste przeoczenia
- trudność z dłuższą koncentracją uwagi
- niedoprowadzanie do końca rozpoczętych zadań
- okresowo występującą depresję
- problemy z organizacją pracy
- niechęć do zadań wymagających dłuższego wysiłku umysłowego
- rozpraszanie się pod wpływem otaczających bodźców
- brak przewidywania konsekwencji swoich czynów
- częste zapominanie lub gubienie przedmiotów
- lekceważenie własnego bezpieczeństwa
- potrzebę podniesienia poziomu adrenaliny
- częste poczucie odrzucenia
- krótką pamięć
- silną impulsywność

Nadruchliwość – czyli nadmierna, niczym nieuzasadniona ruchliwość. (Przeważnie u młodzieży i dorosłych można ją zaobserwować tylko w szybkich ruchach stóp lub palców.) Zazwyczaj przekształca się ona w brak aktywności, prowadzący do wewnętrznego poczucia niepokoju i nerwowości.

## Metody diagnozy osób dorosłych
1. Wywiad psychologiczny.
2. Test DIVA-5[65] służy jako pomoc przy wywiadzie psychologicznym. Test nie jest wypełniany przez pacjenta, lecz przez specjalistę, ponieważ pacjent może źle interpretować swoje zachowanie.
3. Test dodatkowy: MMPI®-2[66] – bardzo ogólny test stosowany przede wszystkim w diagnozie klinicznej do oceny osobowości i zaburzeń psychicznych.

## Działanie diagnostyczne i terapeutyczne

### Ocena profilu psychoedukacyjnego
W skład oceny profilu psychoedukacyjnego wchodzą:
- test inteligencji
- test ciągłego wykonywania CPT (ang. continuous performance task)
- ocena osiągnięć dziecka w zakresie pięciu podstawowych umiejętności: czytania, literowania, liczenia, pisania i mówienia
- testy inteligencji przeprowadza się z dwóch powodów:
  - aby ocenić ogólne możliwości dziecka oraz zorientować się, czy istnieje znacząca różnica między możliwym a aktualnym poziomem osiągnięć w zakresie podstawowych umiejętności
  - dzieci z zaburzeniami koncentracji uwagi maja charakterystyczną dużą rozpiętość w wynikach IQ
- stwierdzenie pewnego stopnia niedojrzałości ośrodkowego układu nerwowego dziecka, np. poprzez korowe potencjały wywołane (EEG), co pozwala na dokładne stwierdzenie zaburzeń koncentracji uwagi u dzieci, a nawet na ich sklasyfikowanie.

Dzięki wszechstronnemu badaniu dziecka, w skład którego wchodzi badanie lekarskie, badanie psychopedagogiczne, badania neurofizjologiczne, ocena mowy oraz terapia zajęciowa, tylko u nielicznych dzieci z zaburzeniami koncentracji uwagi diagnoza nie ujawnia problemu.
Zdecydowana większość będzie sklasyfikowana jako pacjenci z łagodną, średnią lub ciężką postacią zaburzeń koncentracji uwagi. Badania wykażą też, czy nadpobudliwość jest częścią obrazu klinicznego choroby, czy nie. W ten sposób zdiagnozowane dziecko, można poddać właściwej terapii.

### Sposoby działania
1. Diagnoza: często towarzyszy jej ulga, sama w sobie daje efekt terapeutyczny.
2. Edukacja: pogłębianie wiedzy nt. zaburzenia przez pacjenta.
3. Strukturalizacja: wprowadzenie działań mających na celu zwiększenie organizacji życia – dyscypliny (segregowanie danych, codzienne planowanie).
4. Coaching lub Terapia behawioralna: celem jest modyfikacja zachowania poprzez wygaszanie złych nawyków, a wzmacnianie dobrych (nauka zasad i konsekwencji). Terapia behawioralna jako jedyna daje skutki długoterminowe.

Oraz u dzieci także:
1. Nauczanie wyrównawcze: dodatkowe zajęcia, podczas których, dziecko nabywa pewnych nawyków pomocnych w uczestniczeniu w zajęciach. Ważne jest przy tym zaangażowanie rodziców.
2. Terapia mowy i języka: u dzieci nadpobudliwych psychoruchowo mogą częściej występować zaburzenia mowy (takie jak jąkanie, problemy z artykulacją), dlatego w takich przypadkach niezbędna jest pomoc logopedy.
3. Terapia zajęciowa: nacisk głównie na prawidłowy rozwój motoryczny dziecka.
4. Kontrola dietetyczna: istnieje przypuszczenie, że takie produkty jak: kakao, środki konserwujące, barwniki, salicylany i cukier mogą dodatkowo wzmagać aktywność dziecka – jednak brak na ten temat dokładnych badań naukowych. Podawanie tranu dzieciom wydaje się pomocne w redukcji objawów ADHD[67]. Skuteczność stosowania suplementów diety w zespole ADHD pozostaje kontrowersyjna i wymaga dalszych badań[68], podobnie, dalszych badań wymaga rola barwników spożywczych[69].

W roku 2007 na Uniwersytecie w Southampton (UK) przeprowadzono badania, które potwierdziły zdecydowany związek pomiędzy spożywaniem barwników w kombinacji z konserwantem benzoesanem sodu, z napadami złości, obniżeniem koncentracji, nadpobudliwością oraz reakcjami alergicznymi.
Jako szkodliwe barwniki, czyli tak zwaną szóstka z Southampton wskazano: tartrazynę (E102), czerwień koszenilową (E124), żółcień pomarańczową (E110), azorubinę (E122), żółcień chinolową (E104), czerwień Allura (E129).
Badanie zostało opublikowane w czasopiśmie Lancet 6 września 2007 roku. Po zapoznaniu się z wynikami badań brytyjska Foods Standards Agency (FSA) zdecydowała się wydać zalecenia dotyczące wycofania produktów zawierających te barwniki. Wprowadzono zmiany w jadłospisach szkolnych stołówek. Sieci supermarketów Sainsbury oraz Marks and Spencer zdecydowały się wycofać takie produkty ze swoich półek. Jednocześnie FSA nie wprowadziła zakazu sprzedaży takich produktów decyzję pozostawiając rodzicom. Sprawę przekazano do organów UE. W czerwcu 2010 Parlament Europejski, pod naciskiem producentów żywności, odrzucił umieszczanie ostrzeżeń na opakowaniach.
Badanie McCann et al. (2007), które wywołało zainteresowanie opinii publicznej, dotyczyło szerszego zagadnienia, aniżeli wpływ barwników na zachowanie dzieci z ADHD. Badano dzieci w wieku szkolnym, w tej grupie zaś znalazły się zarówno dzieci z ADHD, jak i bez. Praca była później wymieniana w odniesieniu do ADHD, co stanowiło nadinterpretację, jako że traktowało o wpływie barwników na zachowanie dzieci ogółem. W 2011 U.S. Food and Drug Administration wskazało konieczność dalszych badań – za opowiedziało się 93% głosujących. Zaznaczyć należy, że badano mieszankę barwników. Krytyce poddano również wielkość badanej grupy. Zaznaczono konieczność dokładniejszego zbadania wpływu barwników na ludzi, mając na uwadze między innymi ich wiek (w badaniu nie uwzględniono nastolatków i dorosłych), dokładną diagnozę wedle kryteriów DSM-V czy dokładną spożywaną dawkę konkretnej substancji, nie zaś mieszaniny.

### Leczenie farmakologiczne
Celem stosowania leków w terapii ADHD jest zmniejszenie lub zlikwidowanie niekorzystnych objawów bez wywoływania skutków ubocznych. Zdaniem badaczy leki są najskuteczniejszą formą leczenia ADHD. U około 85% dorosłych leki przynoszą poprawę . Dwie główne kategorie stosowanych leków to stymulanty oddziałujące na poziom dopaminy i noradrenaliny. Znane leki łagodzą dość skutecznie jedynie objawy ADHD, np. poprzez zwiększanie ilości dopaminy lub noradrenaliny – substancji, których poziom w mózgu chorego jest obniżony.
Leki na ADHD brane według zaleceń psychiatry nie uzależniają.
Leki na ADHD, które ktoś bierze w większej dawce niż zaleca lekarz, częściej niż to zaleci lekarz, albo w innej formie niż doustnej mogą powodować uzależnienie, jak to może się stać w przypadku złego sposobu brania leku. Prawidłowe zażywanie leku ŚCIŚLE według zaleceń lekarza nie powoduje uzależnienia.

#### Stymulanty dopaminergiczne
Istnieją dwa główne rodzaje stymulantów, których działanie opiera się przede wszystkim na działaniu na dopaminę. Występują w wersjach o niezmodyfikowanym i spowolnionym uwalnianiu.
- Metylofenidat – występuje m.in. pod nazwami handlowymi Concerta, Atenza, Medikinet i Medikinet CR, Symkinet MR (dostępne w Polsce), Ritalin (popularny w USA, w Polsce dostępny jedynie drogą importu docelowego).
- Pochodne amfetaminy – znane pod nazwami handlowymi Elvanse (dostępny w Polsce), Tentin, Dexederine, Adderall (dostępne jedynie poprzez import docelowy leków).

Preparaty Concerta i Medikinet (CR) znajdują się na liście leków refundowanych do leczenia ADHD. Refundacji nie podlegają jednak osoby, które przekroczyły 18 rok życia ponieważ lek ten, podobnie jak inne stymulanty jest zarejestrowany w Polsce jedynie dla dzieci i młodzieży (6–18 lat).

#### Stymulanty noradrenergiczne
Leki stymulujące noradrenalinę, to:
- Bupropion (przeznaczony również do leczenia depresji) – skuteczny[a] przeciw odmianie bazującej raczej na niedoborze noradrenaliniy niż dopaminy, jako selektywny inhibitor zwrotnego wychwytu noradrenaliny i – w mniejszym stopniu – dopaminy[b] (analogicznie, jak SSRI – serotoniny), oficjalnie zatwierdzony od 2004 do leczenia ADHD przez FDA.
- Atomoksetyna – stosuje się u osób powyżej 6. roku życia, selektywny inhibitor zwrotnego wychwytu noradrenaliny i – w minimalnym stopniu – serotoniny, pierwszy lek oficjalnie zatwierdzony do leczenia ADHD przez FDA.

#### Agonisty receptora α2
Leki działające poprzez aktywację receptorów α2, to:
- Guanfacyna - lek zarejestrowany pod nazwą Intuniv w leczeniu ADHD zarówno w Europie, jak i w USA. Działa poprzez selektywną stymulację receptorów α2A-adrenergicznych w korze przedczołowej, co zwiększa dostępność noradrenaliny, poprawiając kontrolę uwagi i redukując impulsywność oraz nadpobudliwość poprzez modulację funkcji wykonawczych. W Polsce dostępny poprzez procedurę importu docelowego.
- Klonidyna - lek przeznaczony do leczenia nadciśnienia tętniczego i wykorzystywany off-label w leczeniu ADHD. W porównaniu z klonidyną, guanfacyna jest znacznie bardziej selektywna wobec receptorów α2A-adrenergicznych, podczas gdy klonidyna aktywuje nie tylko receptor α2A-adrenergiczny, ale także receptory α2B- i α2C-adrenergiczne oraz receptor imidazolinowy[87]. Dostępna w Polsce.

#### Inne leki niestymulujące
Leki niestymulujące, to:
- Amantadyna pierwotnie opracowana, jako lek przeciwwirusowy, okazała się być pomocna przy ADHD, choć oficjalnie niezatwierdzona do leczenia ADHD przez FDA.
- Piracetam według badań również może okazać się pomocny[88], choć oficjalnie niezatwierdzony przez FDA do leczenia tej przypadłości. W porównaniu do atomoksetyny piracetam wykazuje efekty lecznicze po dłuższym czasie (w przypadku atomoksetyny osiągnięto je po dwóch tygodniach) i w mniejszym zakresie[89].

### Leczenie niefarmakologiczne
W ostatnich latach popularność zyskuje terapia EEG-Biofeedback zwana też Neurofeedback – NF. Na jej zastosowanie na poziomie Level 2 wskazuje między innymi Amerykańskie Towarzystwo Pediatrii: SUPPLEMENT ARTICLE: Appendix S2: Evidence-Based Child and Adolescent Psychosocial Interventions, Pediatrics, 2010;125;S128.
Istnieją również prace, które wskazują na równoważne efekty terapii farmakologicznych i EEG Biofeedback, np. Duric NS, Assmus J, Gundersen D, Elgen IB., Neurofeedback for the treatment of children and adolescents with ADHD: a randomized and controlled clinical trial using parental reports., BMC Psychiatry. 2012 Aug 10;12:107.czy też starsza praca Fuchs, T., Birbaumer, N., Lutzenberger, W., Gruzelier, J. H., & Kaiser, J. (2003). Neurofeedback treatment for attention-deficit/hyperactivity disorder in children: a comparison with methylphenidate. Applied psychophysiology and biofeedback, 28(1), 1-12.

## Klasyfikacja DSM-IV
| kod DSM-IV | nazwa choroby                                                             |
| ---------- | ------------------------------------------------------------------------- |
| 314.00     | Zespół deficytu uwagi z nadpobudliwością                                  |
| 314.9      | Zespół deficytu uwagi z nadpobudliwością niewyspecyfikowany gdzie indziej |
| 312.81     | Zaburzenia zachowania                                                     |
| 313.81     | Zaburzenie opozycyjno – buntownicze                                       |
| 312.9      | Destrukcyjne zaburzenie zachowania niewyspecyfikowane gdzie indziej       |

## Znane osoby z zespołem nadpobudliwości psychoruchowej z zaburzeniami kontroli uwagi
- Adam Levine[90]
- Albert Einstein[91]
- Bill Gates[91]
- Channing Tatum[91]
- Emma Watson[91]
- Jamie Oliver[91]
- Joanna Szczepkowska[92][93][94][95]
- Justin Timberlake[96][91][90]
- Karina Smirnoff[90]
- Liv Tyler[96]
- Michael Phelps[96][92]
- Mila Kunis[97]
- Ryan Gosling[96][91]
- Simone Biles[90]
- Szymon Majewski[92][98]
- will.i.am[96][99][90]
- Walt Disney[91]
- Winston Churchill[91]

## Polecana literatura
- Adam Bilikiewicz i inni, Psychiatria, Adam Bilikiewicz (red.), T. 2: Psychiatria kliniczna, Wrocław: Urban & Partner, 2002, ISBN 978-83-87944-72-8, PB 2003/21548.
- Irena Namysłowska: Psychiatria dzieci i młodzieży. Wyd. 1. Warszawa: PZWL, 2007. ISBN 978-83-200-3554-4. Brak numerów stron w książce
- Janusz Krzyżowski: Leksykon Psychiatrii i Nauk Pokrewnych. Warszawa: Medyk, 2010. ISBN 978-83-89745-68-2. Brak numerów stron w książce
- Iwona Górka: Mały nieszczęśliwy człowiek z ADHD, 2005, ISBN 83-923080-0-X.
- Tomasz Hanć: Dzieciństwo i dorastanie z ADHD. Rozwój dzieci nadpobudliwych psychoruchowo: zagrożenia i możliwości wsparcia, Oficyna Wydawnicza „Impuls”, Kraków 2009, ISBN 978-83-7587-151-7.
- Piotr Pawlak: Program profilaktyczno-terapeutyczny dla dzieci z zespołem nadpobudliwości psychoruchowej, wyd. III, Oficyna Wydawnicza „Impuls”, Kraków 2009, ISBN 978-83-7308-689-0.
- Gordon Serfontein: Twoje nadpobudliwe dziecko, The hidden handicap, 1999, ISBN 83-7469-109-3.
- Renata Wiącek: Dzieci nadpobudliwe psychoruchowo w wieku przedszkolnym. Program terapii i wspomagania rozwoju oraz scenariusze zajęć, wyd. IV, Oficyna Wydawnicza „Impuls”, Kraków 2009, ISBN 978-83-7587-196-8.
- Tomasz Wolańczyk, Artur Kołakowski, Magdalena Skotnicka: Nadpobudliwość psychoruchowa u dzieci, 1999, ISBN 83-87991-07-4.

## Klasyfikacja ICD10
| kod ICD10     | nazwa choroby                                                      |
| ------------- | ------------------------------------------------------------------ |
| ICD-10: F90   | Zaburzenia hiperkinetyczne (zespół nadpobudliwości psychoruchowej) |
| ICD-10: F90.0 | Zaburzenie aktywności i uwagi                                      |
| ICD-10: F90.1 | Hiperkinetyczne zaburzenie zachowania                              |
| ICD-10: F90.8 | Inne zaburzenia hiperkinetyczne                                    |
| ICD-10: F90.9 | Zaburzenie hiperkinetyczne, nieokreślone                           |